# Lola Mitjans Perelló
Lola Mitjans Perelló és una promotora cultural catalana, filla de l'arquitecte Francesc Mitjans i Miró.
Copromotora de la Fundación Museo de Arte Contemporáneo, de la qual és vicepresidenta. També és presidenta de l'Associació Amics dels Museus Dalí, presidenta d'Amics del Museu Barbier-Mueller d'Art Precolombí, presidenta emèrita d'Amics dels Museus de Catalunya, patrona i fundadora de la Fundació Centre del Vidre de Barcelona, membre de la junta de la Federación Española de Amigos de los Museos, membre del patronat de la Fundación ARCO i de la Junta d'Amigos de Arco, membre del consell de la Fundació Museu Olímpic de Lausana. És directora de la Col·lecció Testimoni, de la Fundació "la Caixa", formada entre 1987 i 2004, amb més de 2.200 obres d'artistes contemporanis. i membre del Consell Internacional del Museum of Modern Art (MOMA) de Nova York.
Lola Mitjans està casada amb Josep Vilarasau Salat.
El 2004 li fou atorgada la Creu de Sant Jordi.